# البلد (يريم)

تعديل مصدري - تعديل

البلد هي إحدى قرى عزلة بني عمر بمديرية يريم التابعة لمحافظة إب، بلغ تعداد سكانها 224 نسمة حسب تعداد اليمن لعام 2004.